# Ruderatshofen

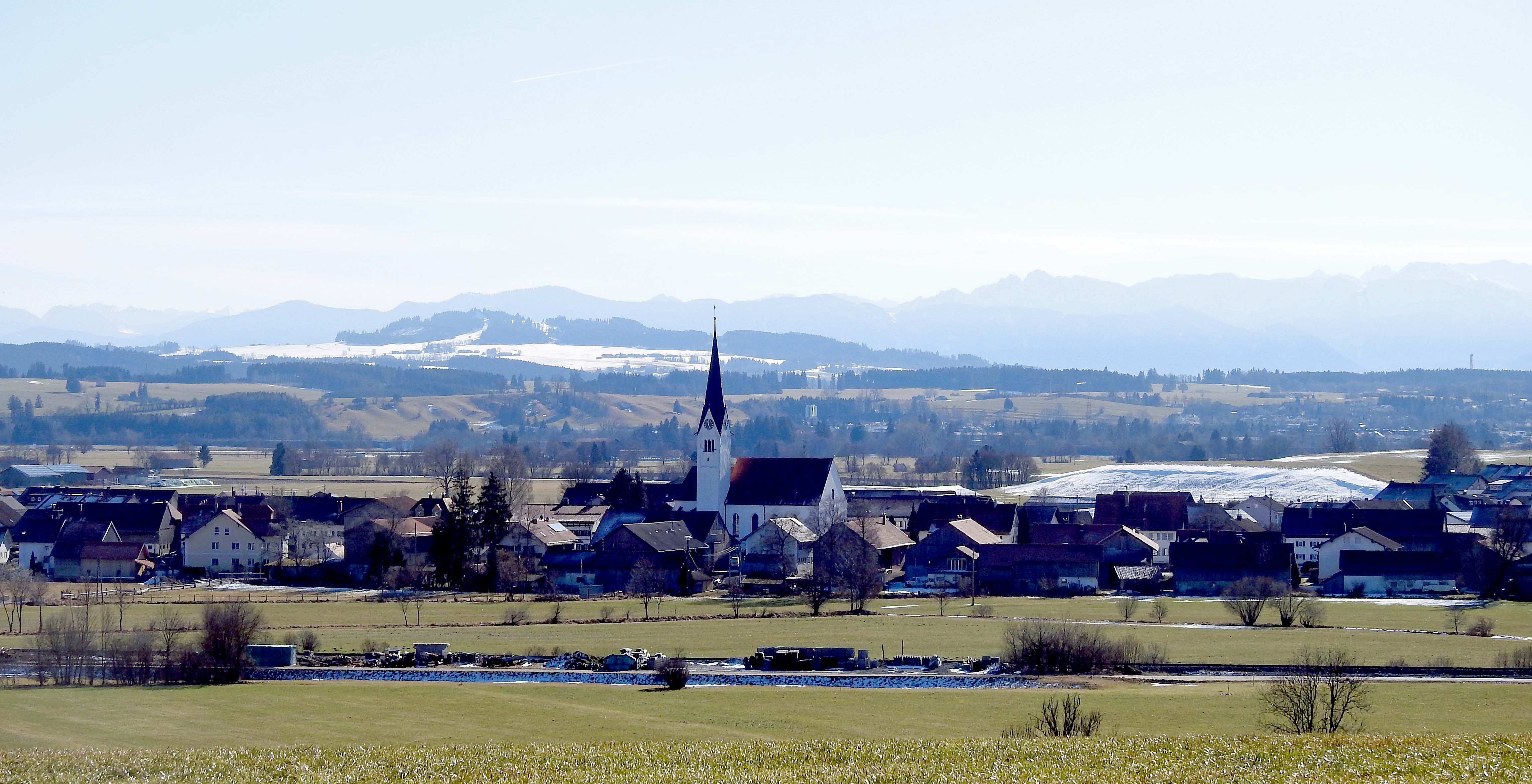
Ruderatshofen von Nordwesten

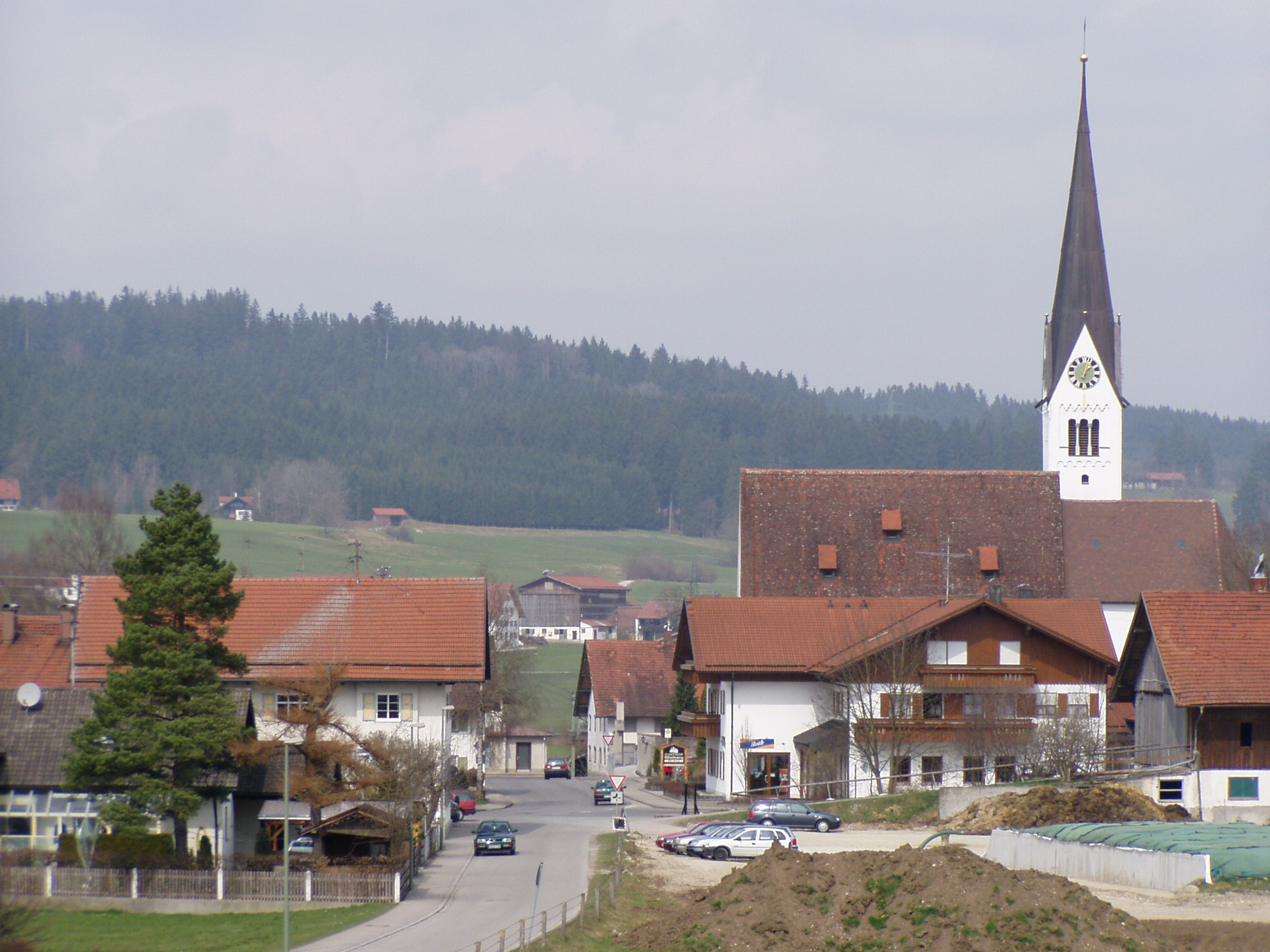
Ruderatshofen – Ortsmitte von Süden

Ruderatshofen (mundartlich Ruɘtshofɘ) eine Gemeinde im schwäbischen Landkreis Ostallgäu. Die Gemeinde ist Mitglied der Verwaltungsgemeinschaft Biessenhofen.

## Geografie
Die Gemeinde liegt im nordöstlichen Allgäu, etwa 7 km südwestlich von Kaufbeuren, in einer Höhenlage zwischen 711 m ü. NHN an der Kirnach bei Heimenhofen und 863 m ü. NHN auf dem Sattlersbuckl.
Es gibt 12 Gemeindeteile (in Klammern ist der Siedlungstyp angegeben):
- Apfeltrang (Kirchdorf)
- Dionis (Einöde)
- Fleischer (Einöde)
- Fuchs (Einöde)
- Geisenhofen (Weiler)
- Hefele (Einöde)
- Heimenhofen (Weiler)
- Hiemenhofen (Dorf)
- Immenhofen (Kirchdorf)
- Leichertshofen (Weiler)
- Nettengrub (Einöde)
- Ruderatshofen (Pfarrdorf)

Es gibt die Gemarkungen Apfeltrang und Ruderatshofen:
- Gemarkung Ruderatshofen mit Geisenhofen, Heimenhofen, Hiemenhofen, Immenhofen und Leichertshofen
- Gemarkung Apfeltrang mit Dionis, Fleischer, Fuchs, Hefele und Nettengrub

Abgegangene Orte auf dem Gemeindegebiet sind Königsberg (um 1900) und Wellenhofen (vor 1404).

## Geschichte

### Bis zur Gemeindegründung
Der Ort wurde 839 erstmals urkundlich als Ort im Keltensteingau als „Hruodoldishoua“ erwähnt. Ruderatshofen gehörte zum Hochstift Augsburg. Mit dem Reichsdeputationshauptschluss von 1803 kam der Ort zu Bayern. Im Zuge der Verwaltungsreformen im Königreich Bayern entstand mit dem Gemeindeedikt von 1818 die heutige Gemeinde.

### Gebietsreform der 1970er
Bis zur Gemeindegebietsreform gehörte Ruderatshofen zum Landkreis Marktoberdorf. Dieser wurde 1972 umgestaltet und erweitert und 1973 in Landkreis Ostallgäu umbenannt.
Am 1. Mai 1978 wurde die Gemeinde Apfeltrang nach Ruderatshofen eingegliedert. Am 1. Januar 1982 löste sich der ehemalige Apfeltranger Gemeindeteil Wenglingen mit den Einöden Lohbauer und Unger durch Volksentscheid von der Gemeinde und wurde an die Nachbargemeinde Aitrang abgetreten.

### 21. Jahrhundert
Am 17. November 2023 wurde – nach über 40 Jahren Planung und mehrjähriger Bauzeit – die OAL 7 – Ortsumgehung von Ruderatshofen und Apfeltrang dem Verkehr übergeben.

### Einwohnerentwicklung
Ruderatshofen wuchs von 1988 bis 2008 um 340 Einwohner bzw. ca. 24 %. Zwischen 1988 und 2018 wuchs die Gemeinde von 1436 auf 1804 um 368 Einwohner bzw. um 25,6 %.
| Jahr | Einwohner |
| ---- | --------- |
| 1840 | 860       |
| 1900 | 1090      |
| 1939 | 1126      |
| 1950 | 1777      |
| 1961 | 1460      |

| Jahr | Einwohner |
| ---- | --------- |
| 1970 | 1504      |
| 1987 | 1425      |
| 1991 | 1491      |
| 1995 | 1596      |
| 2000 | 1696      |

| Jahr | Einwohner |
| ---- | --------- |
| 2005 | 1709      |
| 2010 | 1725      |
| 2015 | 1825      |
| 2020 | 1755      |

Quelle: BayLSt

## Politik

### Bürgermeister
Bürgermeister ist Johann Stich (Allg. Wählergem. Apfeltrang). Er wurde im Jahr 2002 Nachfolger von Wilhelm Kunstin (Freie Wählergemeinschaft).

### Gemeinderat
Der Rat der Gemeinde Ruderatshofen besteht aus 12 Mitgliedern, die sich seit der Kommunalwahl 2020 wie folgt auf die einzelnen Wahlvorschläge verteilen:
| Wahlvorschlag            | %    | Sitze |
| ------------------------ | ---- | ----- |
| FWG Ruderatshofen        | 42,0 | 5     |
| WG Immenhofen            | 33,6 | 4     |
| Allgemeine WG Apfeltrang | 24,5 | 3     |

### Wappen
| Wappen Gde. Ruderatshofen | Blasonierung: „Gespalten von Rot und Silber, hinten ein mit goldenem Gitter belegter roter Schrägbalken“ |
| Wappen Gde. Ruderatshofen | |

## Kultur und Sehenswürdigkeiten

### Baudenkmäler
In der Ortsmitte von Ruderatshofen befindet sich die Pfarrkirche St. Jakobus, im gotischen Stil sowie in Apfeltrang die Kirche St. Michael mit einer barocken Ausstattung.

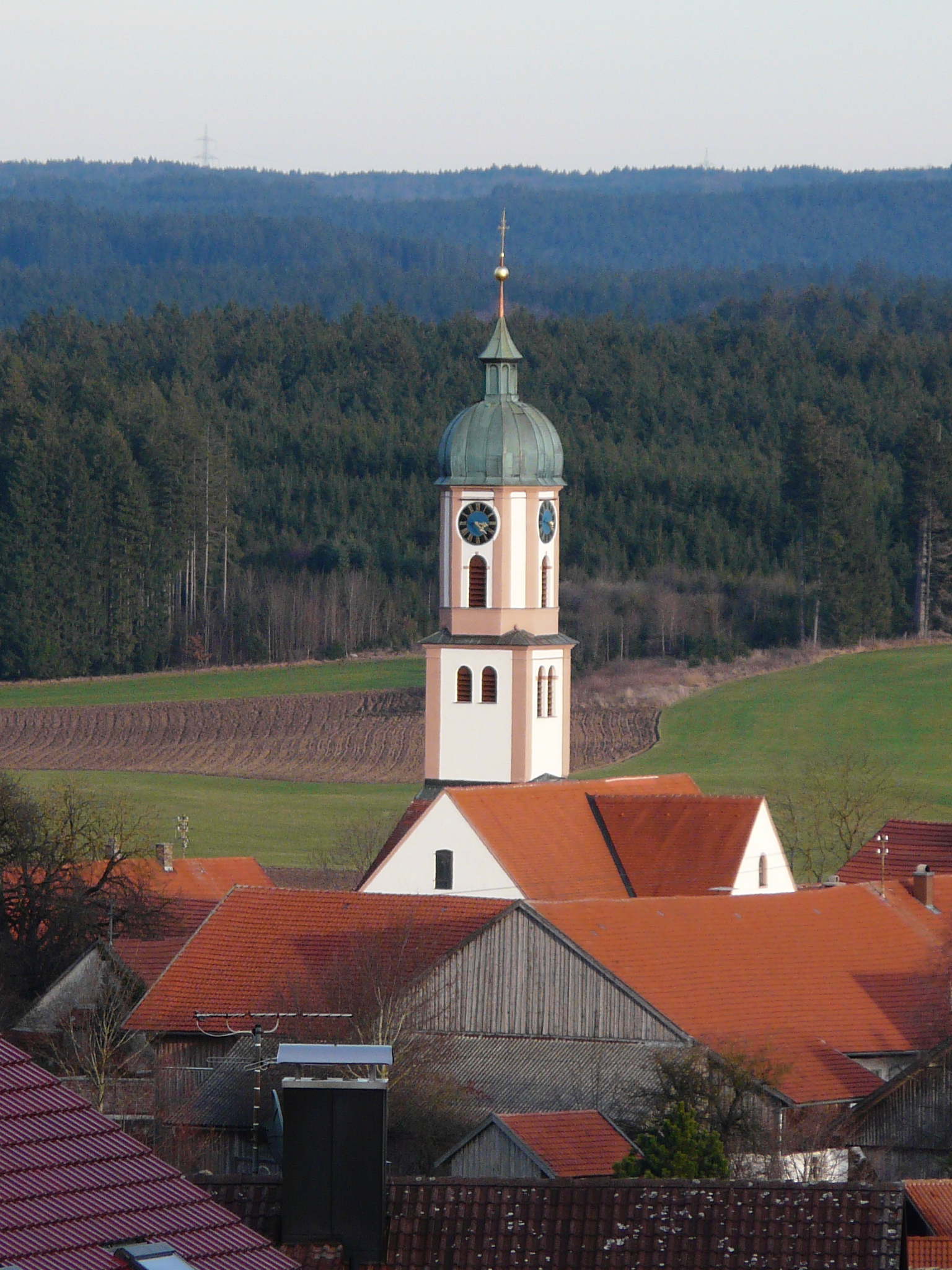
Apfeltrang
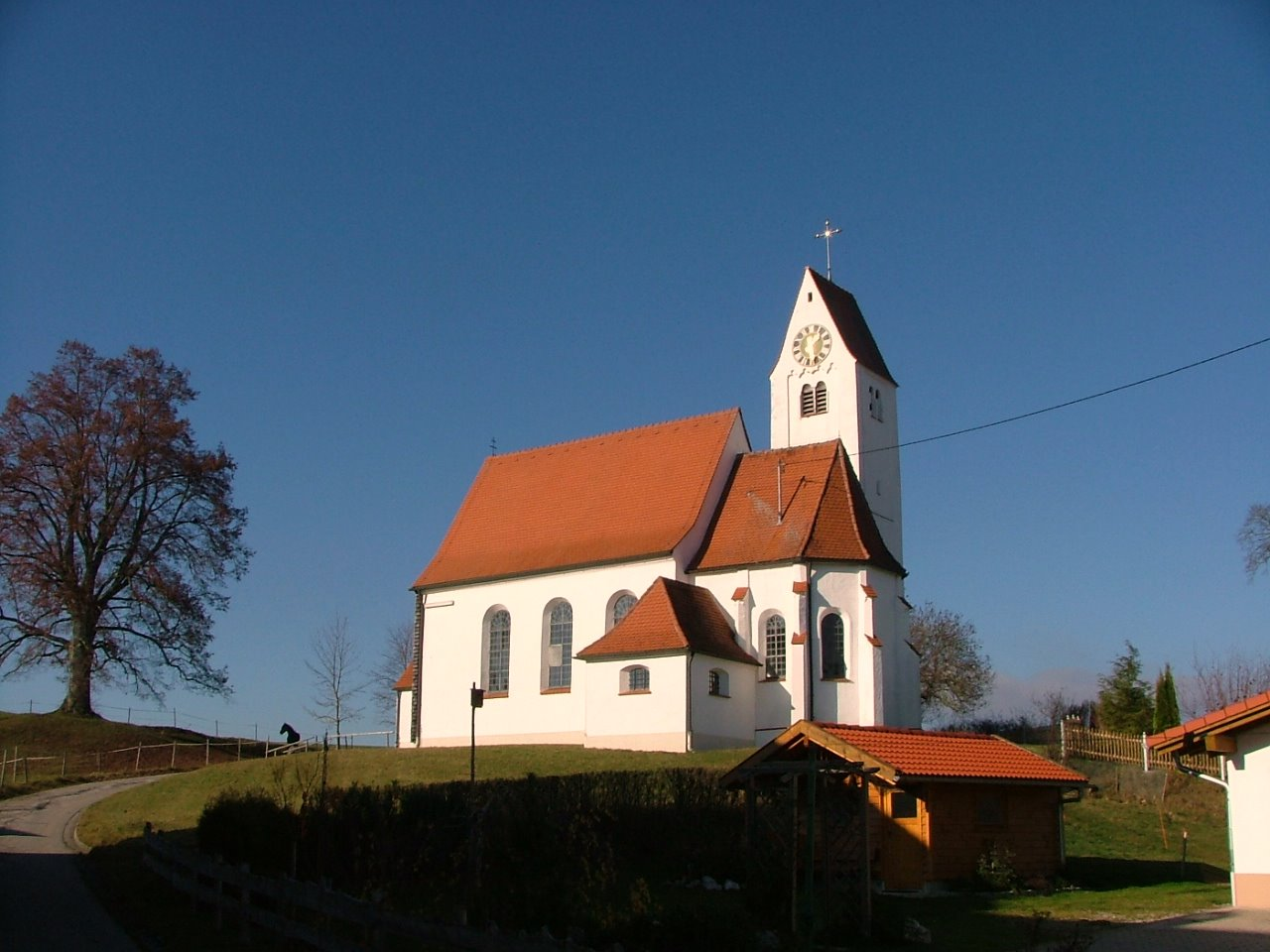
Kirche in Immenhofen
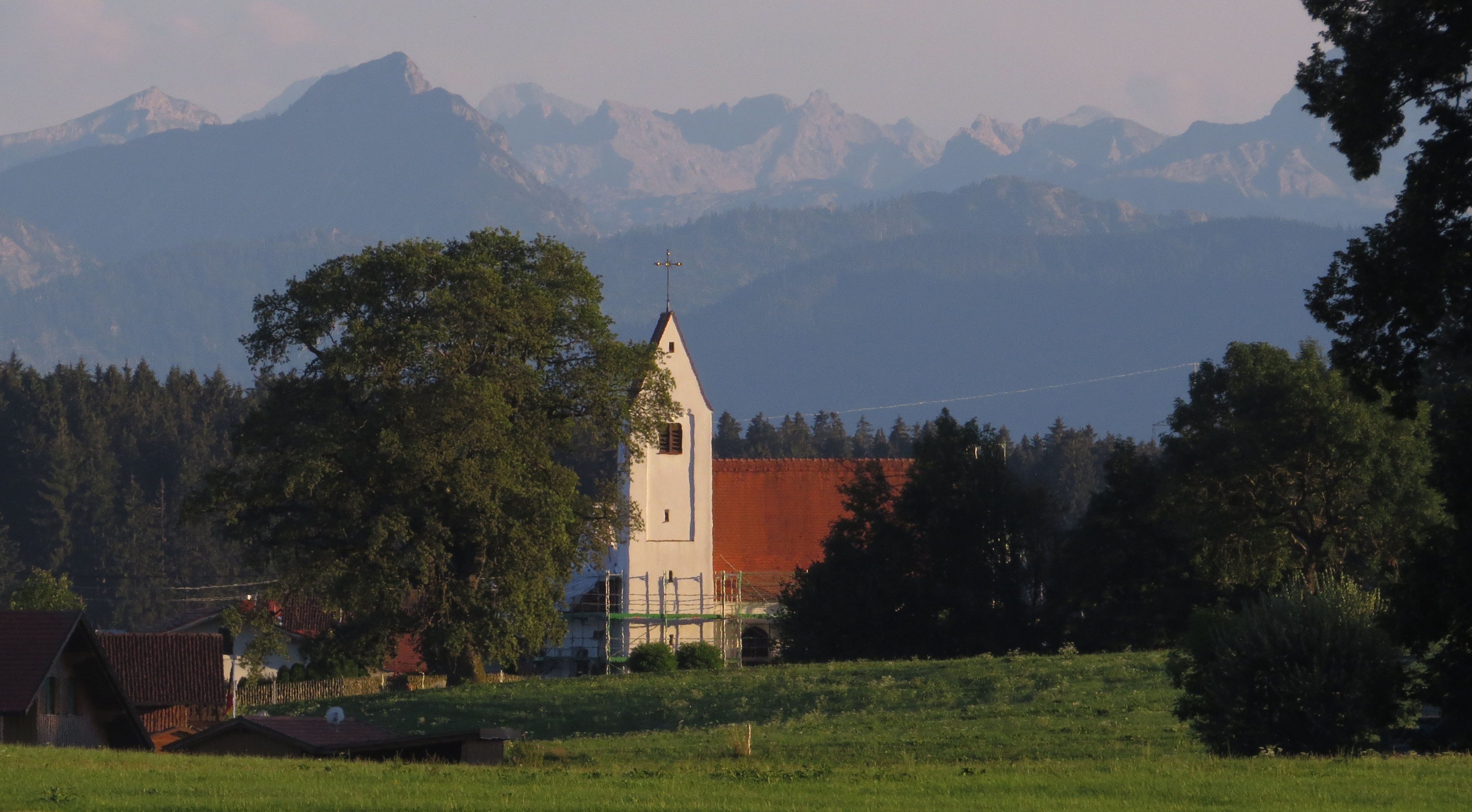
Immenhofen von Norden
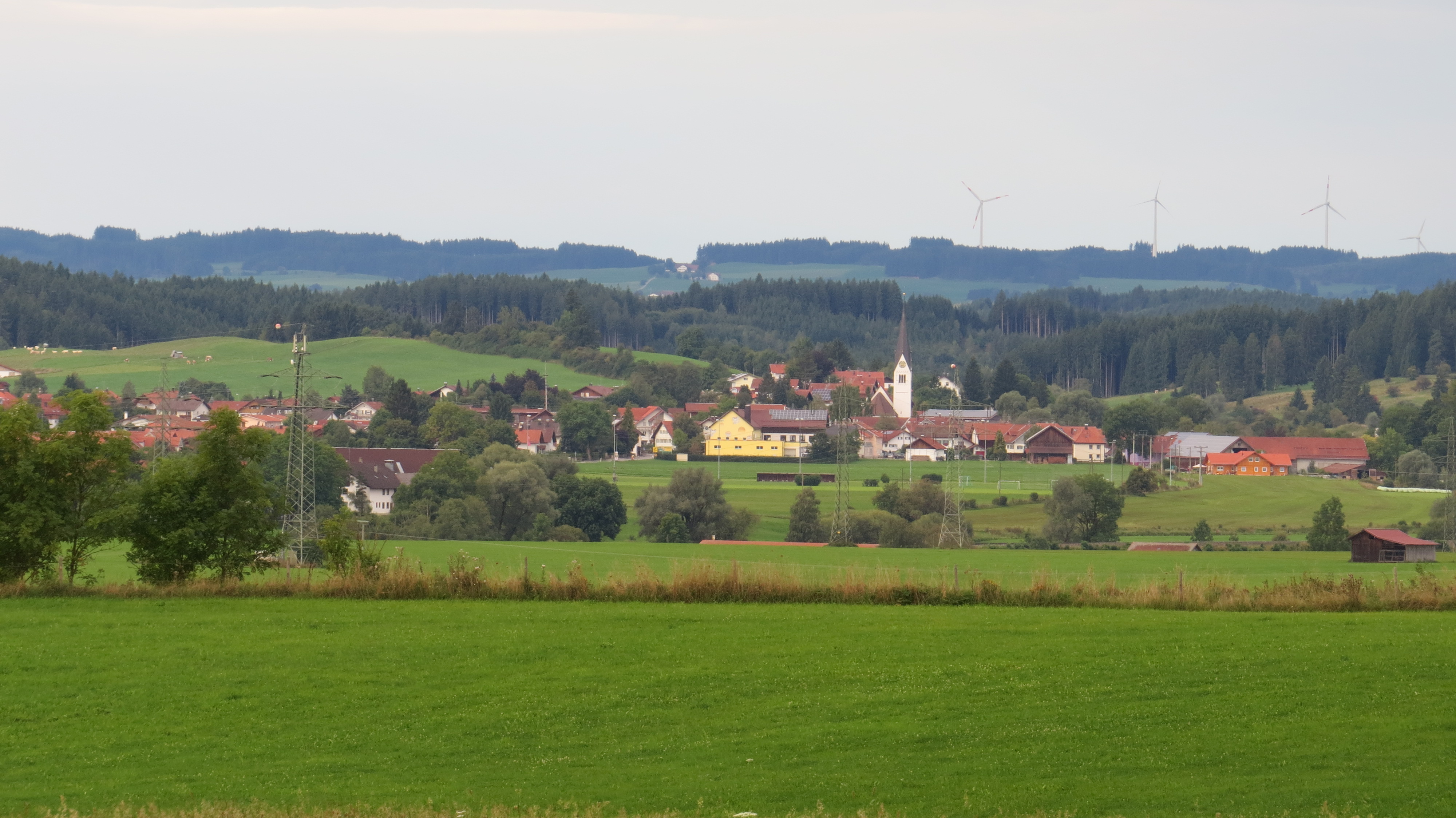
Ruderatshofen von Osten
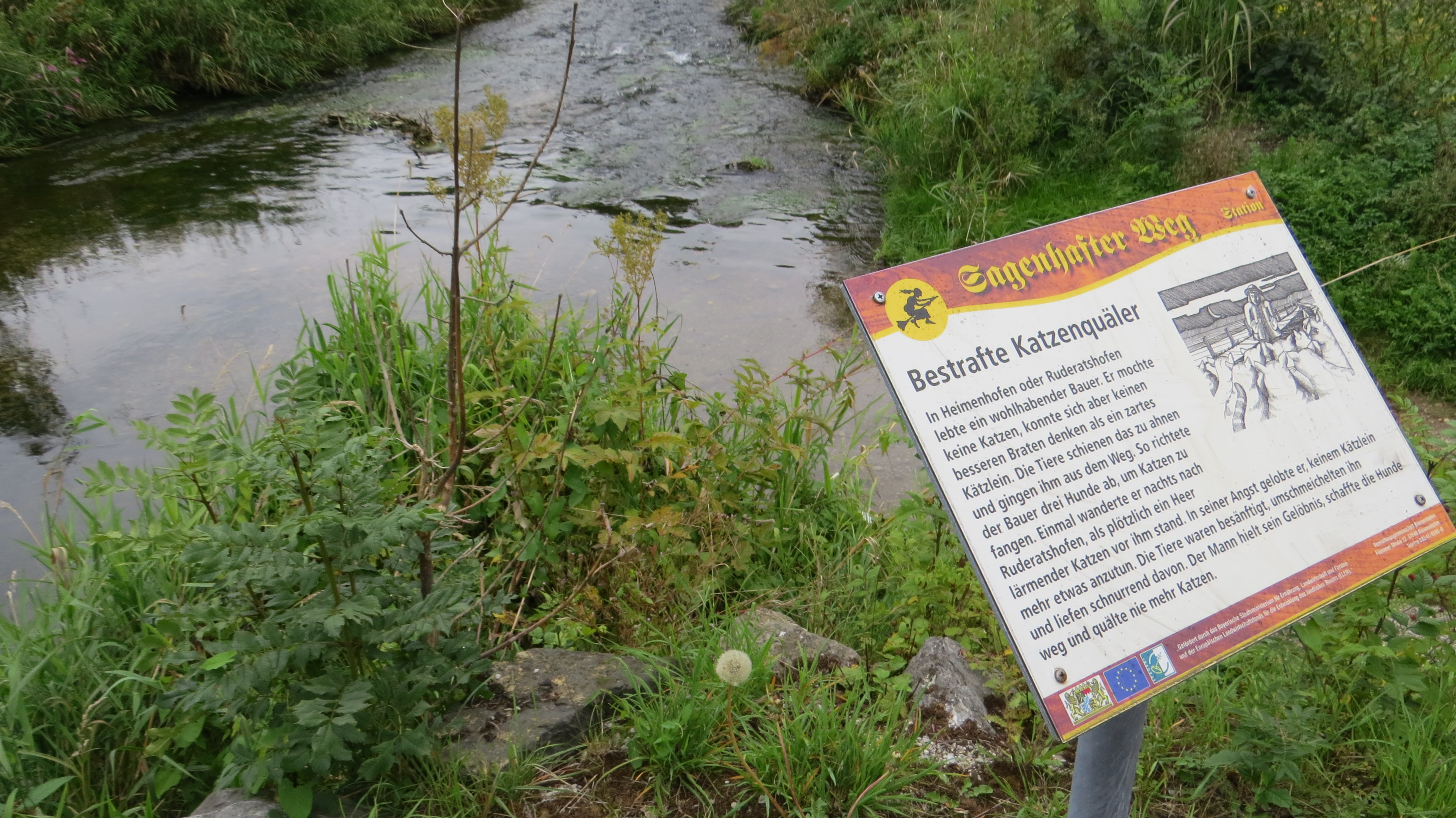
Sagenhafter Weg in Ruderatshofen
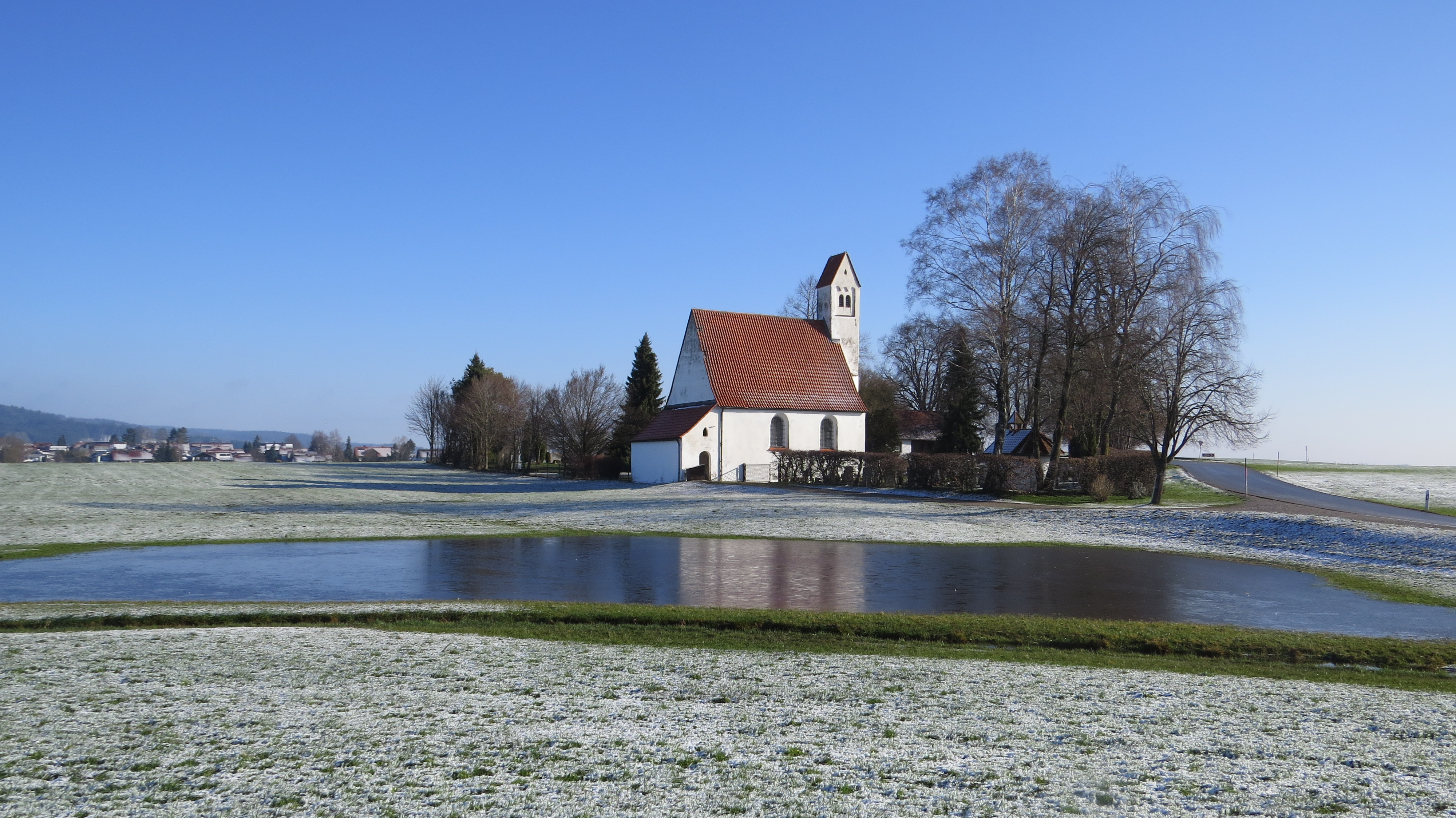
Walburgakapelle

### Brauchtum
In Ruderatshofen gibt es den Brauch des Klopferstags. Dabei gehen die Kinder des Ortes, meist im Grundschulalter, am Donnerstag vor dem ersten Advent von Haus zu Haus, um die bevorstehende Adventszeit anzukündigen. Als Geschenke für das Aufsagen des tradierten Spruches bekommen sie Süßigkeiten. Der Brauch wird nur in Ruderatshofen selbst begangen, in den anderen Ortsteilen ist er mittlerweile ausgestorben. Außer bei den Kindern selbst ist dieser Brauch besonders bei den älteren Menschen des Dorfes beliebt, die dadurch an ihre eigene Kindheit erinnert werden und ein wenig Kontakt zu den Kindern aufnehmen können.

### Vereine
- Musikverein Ruderatshofen
- Schlachtgemeinschaft Ruderatshofen e. V.
- Schützenverein „Der Rotensteiner“ e. V. Ruderatshofen
- Tennisclub Immenhofen e.V
- Turn- und Sportverein e. V. Ruderatshofen

## Wirtschaft und Infrastruktur

### Wirtschaft einschließlich Land- und Forstwirtschaft
Im Jahr 2020 gab es nach der amtlichen Statistik im produzierenden Gewerbe 244 und im Bereich Handel und Verkehr 71 sozialversicherungspflichtig Beschäftigte am Arbeitsort. In sonstigen Wirtschaftsbereichen waren am Arbeitsort 129 Personen sozialversicherungspflichtig beschäftigt. Sozialversicherungspflichtig Beschäftigte am Wohnort gab es 802. Im verarbeitenden Gewerbe gab es einen, im Bauhauptgewerbe vier Betriebe. Zudem bestanden im Jahr 2016 51 landwirtschaftliche Betriebe mit einer landwirtschaftlich genutzten Fläche von 1927 ha.

### Verkehr
Ruderatshofen liegt nahe der Bahnstrecke Buchloe–Lindau. Die Züge passieren den Ort ohne Halt.

### Bildung
2021 gab es folgende Einrichtungen:
- eine Kindertageseinrichtung: 63 genehmigte Plätze mit 61 betreuten Kindern

### Wasserversorgung
Der Hauptort und der Ortsteil Immenhofen werden aus dem Brunnen östlich von Aitrang versorgt; der Ortsteil Apfeltrang aus einer Quelle westlich des Ortes. Die Wasserschutzgebiete umfassen ca. 64 ha (Ruderatshofen) und ca. 21 ha (Apfeltrang). Die Ortsteile Geisenhofen und Hiemenhofen haben eigene Versorgungsanlagen.